# Qu'un sang impur...
Pour les articles homonymes, voir Sang impur (homonymie).
Pour plus de détails, voir Fiche technique et Distribution.
Qu'un sang impur… est un film dramatique français écrit et réalisé par Abdel Raouf Dafri, sorti en 2020.

## Synopsis
Le film prend place durant la guerre d'Algérie, le personnage principal est le colonel Paul Andreas Breitner, un ancien combattant des commandos d’élite de la guerre d'Indochine, d'origine allemande mais naturalisé français pour ses faits de guerre. Il est envoyé en Algérie malgré les séquelles psychologiques que lui a laissées son passage en Indochine. Sa mission est de partir dans la poudrière de l'Aurès pour retrouver son ami, le colonel Simon Delignières, qui a été porté disparu,,.

## Fiche technique
- Titre original : Qu'un sang impur…
- Réalisation : Abdel Raouf Dafri
- Scénario : Abdel Raouf Dafri
- Photographie : Michel Amathieu
- Montage : Sylvie Gadmer
- Musique : Éric Neveux
- Décors : Gwendal Bescond
- Costumes : Agnès Beziers
- Producteur : Marc Missonnier
- Coproducteurs : Niels Court-Payen et Caroline Dhainaut-Nollet
- Producteurs exécutifs : Christine de Jekel, Bénédicte Bellocq et Souad Lamriki
- Sociétés de production : Moana Films, France 2 Cinéma et Bellini Films,
- SOFICA : Indéfilms 7, Manon 9
- Société de distribution : Mars Films
- Pays d'origine :  France
- Langue originale : français
- Format : couleur
- Genre : Film dramatique
- Durée : 109 minutes
- Dates de sortie :
  - France : 22 janvier 2020 (première à Lille le 17 décembre 2019)

## Distribution
- Johan Heldenbergh : Colonel Andreas Breitner
- Linh-Dan Pham : Soua Ly-Yang
- Lyna Khoudri : Assia Bent Aouda
- Steve Tientcheu : Sergent-chef Senghor
- Pierre Lottin : Alexis Martillat
- Olivier Gourmet : Colonel Delignières
- Salim Kechiouche : Mourad Boukarouba
- Hichem Yacoubi : Youcef
- Annie Mercier : Mme Delignières
- Laurent Richard : Lieutenant Pierre Terrail